# السواحره الشرقی
السواحره الشرقی (عربی: السواحرة الشرقية)، منطقه‌ای مسکونی در فلسطین است.